# The Dog Problem
The Dog Problem är en amerikansk långfilm från 2006 i regi och manus av Scott Caan, med Giovanni Ribisi, Lynn Collins, Scott Caan och Kevin Corrigan i rollerna.

## Handling
Solo (Giovanni Ribisi) jobbar som författare och har publicerat en bok. Efter ett år hos en psykolog är pengarna slut och han uppmanas han att skaffa ett husdjur så att han slipper vara ensam. Solo följer rådet och beger sig iväg för att titta på en hund. I djuraffären hittar han en liten hund som han bestämmer för att ta med sig hem.
Efter lång träning om att få hunden att låta bli att kissa inne i hans lägenhet med mera bestämmer han sig för att sälja den. Han får en massa val framför sig. Antingen en bitter husvärd som hotar att ta hunden istället för betalning av hyran, en kvinna som bestämt sig att hon ska ha hunden eller behålla hunden, och försöka fly från personerna.

## Rollista
| Giovanni Ribisi | – Solo         |
| Lynn Collins    | – Lola         |
| Scott Caan      | – Casper       |
| Kevin Corrigan  | – Benny        |
| Sarah Shahi     | – Candy        |
| Tito Ortiz      | – Frank        |
| Kimo Leopoldo   | – Ted          |
| Brian Goodman   | – Joe (vakten) |